# Lúky (district de Púchov)
Lúky (hongrois : Alsórétfalu) est un village de Slovaquie situé dans la région de Trenčín.

## Histoire
La première mention écrite du village date de 1471.

## Démographie

### Évolution de la population
| Année:               | 1994. | 2004.   | 2014.   | 2024.   |
| -------------------- | ----- | ------- | ------- | ------- |
| Nombre de personnes: | 942   | 952     | 912     | 901     |
| Différence:          |       | +1,06 % | -4,20 % | -1,20 % |

| Année:               | 2023. | 2024.   |
| -------------------- | ----- | ------- |
| Nombre de personnes: | 892   | 901     |
| Différence:          |       | +1,00 % |